# Grünblauer Träuschling
Der Grünblaue, Braunsporige oder Blaue Träuschling (Stropharia caerulea) ist eine Pilzart aus der Gattung der Träuschlinge (Stropharia).

## Merkmale
Der Grünblaue Träuschling bildet Fruchtkörper mit drei bis vier Zentimeter breiten jung halbkugeligen, später ausgebreiteten Hüten mit stumpfem Buckel. Die Hutoberseite ist schmierig, jung blaugrünlich gefärbt, im Alter gelbbraun (senffarben) ausblassend. Der lange heruntergebogene Rand ist bei jungen Fruchtkörpern mit vergänglichen Velumflöckchen besetzt. Der grüne bis blaugrüne Stiel wird drei bis 7 Zentimeter lang und bis zu 1 Zentimeter stark und ist mit weißlichen Faserflocken bedeckt, seine Basis ist weiß filzig. Der Ring ist bei jungen Fruchtkörpern angedeutet. Die Lamellen sind bei jungen Exemplaren rötlich braun, bei alten dunkelbraun, ihre Schneiden sind nicht weißlich gefärbt, dadurch und durch den fehlenden violetten Farbton der Lamellen unterscheidet sich der Blaue Träuschling vom ansonsten ähnlichen Grünspan-Träuschling.

## Ökologie
Der Grünblaue Träuschling wächst als Bodensaprobiont in der Laubstreu auf kalk- und nährstoffreichen Böden. Bevorzugte Standorte sind Straßen-, Wald- und Wegränder in verschiedenen Laubwaldgesellschaften, seltener kommt er in bodensauren Wäldern und Forsten, in Parks und Gärten und verschiedenen Wiesentypen vor.

## Verbreitung
Der Grünblaue Träuschling ist eine europäische Art, die von Spanien, Sardinien und Italien über West- und Mitteleuropa bis Dänemark, Schweden und Finnland vorkommt. In Deutschland ist die Art weit und dicht verbreitet. 

## Bedeutung
Der Grünblaue Träuschling ist essbar, aber kein wertvoller Speisepilz. 